# Macrobiotus denticulus
Espèce
Macrobiotus denticulus est une espèce de tardigrades de la famille des Macrobiotidae.

## Distribution
Cette espèce est endémique des Kerguelen.

## Publication originale
- Dastych, 2002 : A new species of the genus Macrobiotus Schultze, 1834 from Iles Kerguelen, the sub-Antarctic (Tardigrada). Mitteilungen aus dem Hamburgischen Zoologischen Museum und Institut, vol. 99, p. 11–27.